# Харин, Дмитрий Викторович
Дми́трий Ви́кторович Ха́рин (род. 16 августа 1968, Москва) — советский и российский футболист, вратарь сборных СССР, СНГ и России. Олимпийский чемпион, заслуженный мастер спорта СССР (29.03.1989). Кавалер ордена Почёта (1989).

## Карьера

### Клубная
Воспитанник ЭШВСМ (Москва). Выступал за московские «Торпедо», «Динамо» и ЦСКА. В Высшей лиге дебютировал 21 ноября 1984 года в гостевом матче против ростовского СКА в возрасте 16 лет и 97 дней. По состоянию на конец 2011 года Харин является самым юным вратарём в истории чемпионатов СССР и России.
В 1990 году получил тяжёлую травму, из-за которой пропустил почти год. Летом 1991 года принял приглашение Павла Садырина встать в ворота московского ЦСКА, который после гибели Михаила Ерёмина остался без основного вратаря.
В декабре 1992 года перешёл в «Челси» за 400 000 фунтов стерлингов (340 000 долларов). Последнюю игру за ЦСКА провёл 25 ноября в первом туре группового этапа Лиги чемпионов против «Брюгге». В первом тайме выбил палец и отказался выходить на второй, сославшись на контракт с «Челси». В 1999 году по свободному трансферу перешёл в «Селтик». Травма не позволила ему выступать в «Селтике» на своём уровне, и, сыграв 11 матчей за три года, перешёл в «Хорнчёрч», где в 2004 году принял решение завершить карьеру.

### В сборной
Выступал за различные юношеские и молодёжные сборные СССР. Чемпион Европы среди юношеских команд (1985). В 1986—1988 годах провёл 14 матчей за олимпийскую сборную СССР, в том числе участвовал в финальном турнире ОИ-88, где со сборной СССР стал победителем (сыграл 6 матчей).
На взрослом уровне выступал за сборные — СССР (6 матчей), СНГ (9 матчей) и России (23 матча). Участник чемпионата Европы 1992 (3 матча), чемпионата мира 1994 (2 матча), чемпионата Европы 1996 (1 матч). Ни на одном из этих турниров сборная не преодолела групповой этап.
По словам Андрея Семьянинова, приводимым в журнале «Коммерсантъ-Власть», после чемпионата Европы 1996 года вице-президент Российского футбольного союза Никита Симонян обвинил в провале Сергея Кирьякова, Игоря Шалимова, Дмитрия Харина и Игоря Добровольского, назвав их «гнилыми людьми» и «футбольным ГКЧП». На том турнире между тренером и игроками вспыхнул конфликт, связанный с выплатой премиальных: игроки требовали выплатить 15 тысяч долларов за факт участия при том, что РФС оговорил выплату 25 тысяч долларов в качестве премиальных в случае выхода в четвертьфинал.
Последний матч за сборную Харин провёл 5 сентября 1998 года против сборной Украины и заработал удаление на 72-й минуте.

### Тренерская
По окончании карьеры стал тренером вратарей английского клуба «Лутон Таун». С августа 2015 по февраль 2016 года работал на аналогичной должности в клубе «Стивенидж» в тренерском штабе Тедди Шерингема. По состоянию на октябрь 2018 — тренер вратарей в «Хемел Хемпстед Таун».

## Достижения

### Командные
- Чемпион Олимпийских игр 1988 года.
- Победитель Чемпионата Европы среди юношей 1985 года.
- Победитель Чемпионата Европы среди молодёжных команд 1990 года.
- Обладатель Кубка обладателей Кубков УЕФА 1998 года.
- Обладатель Суперкубка УЕФА 1998 года.
- Чемпион СССР 1991 года.
- Чемпион Шотландии 2001 года.
- Обладатель Кубка Шотландии 2001 года.
- Обладатель Кубка СССР 1986 года.
- Обладатель Кубка Англии 1997 года.
- Обладатель Кубка английской Лиги 1998 года.
- Финалист Кубка СССР/СНГ 1992 года.
- Финалист Кубка Англии 1994 года.
- Обладатель Кубка Надежды 1987 года в составе сборной Москвы.

### Личные
- В списках лучших игроков сезона СССР и России (6): № 3 — 1986, 1988; № 2 — 1987, 1989, 1991, 1992.
- Является лидером АПЛ по проценту отражённых пенальти. Из 11-ти ударов с точки Харин сумел парировать 5 (45,5 %)[12].

## Семья
Младший брат Михаил (род. 1976) — также футболист, игравший на позиции вратаря.